# منطقه العیون–ساقیةالحمرا
العیون ساقیه الحمرا (به فرانسوی: Laâyoune-Sakia El Hamra) یک منطقه در مراکش است. العیون ساقیه الحمرا ۱۴۰٬۰۱۸ کیلومتر مربع مساحت و ۳۶۷٬۷۵۸ نفر جمعیت دارد.